# Moto2
Le Moto2 est un format de course de vitesse moto sur circuit intégrant les championnats du monde de vitesse moto. La première saison a eu lieu en 2010 en remplacement de la catégorie 250 cm3 deux-temps .

## Généralités
Créée en 2010, cette catégorie remplace les motos équipées de moteurs deux-temps de 250 cm3 par des 600 cm3 quatre-temps. Le but de la catégorie est de réduire les coûts pour les équipes et de niveler la performance des motos afin de faire ressortir celle des pilotes, ainsi toutes les équipes utilisent le même moteur.
De 2010 à 2018, le quatre-cylindres en ligne Honda de 600 cm3 développant 125 ch, issu de la CBR600RR, est utilisé. À partir de 2019, le moteur Honda cède la place à un Triumph, un trois cylindres en ligne de 765 cm3. Triumph a signé un contrat de trois ans avec la Dorna, (propriétaire des droits commerciaux et organisateur des Grands Prix motos). Ce moteur est basé sur la mécanique Triumph équipant la Street Triple 2017 (lui-même extrapolé du moteur de la Daytona Supersport 675 cm3, avec 80 nouveaux éléments majeurs), et transformé en moteur de course (140 ch en sortie de boîte).
Les moteurs sont plombés et la préparation, la réparation et l'entretien sont confiés à un préparateur exclusif, tout d'abord Geo Technology puis à partir de 2013 ExternPro.
Les freins en carbone sont interdits et les aides électroniques au pilotage ont été limitées. Les ECU (Electronic Control Unit) sont identiques pour tous et proviennent d'un fournisseur unique agréé par la FIM.   
Les pneumatiques sont eux aussi fournis par un fabricant unique, Pirelli.
Les équipes doivent développer leur propre châssis. Le cadre, le bras-oscillant, le réservoir, la selle et le carénage ne peuvent pas provenir d’une moto de série. 
Chaque pilote ne peut avoir qu'une seule moto.
Le poids de l'ensemble moto + pilote doit être de 215 kg minimum.
L’âge minimum des pilotes est de 16 ans.
Ce nouveau moteur présentera les caractéristiques suivantes :  
- Culasse modifiée avec des ports d'admission et d'échappement revus ;
- Un alternateur Race ;
- Une première vitesse plus longue ;
- Un embrayage à glissement limité et réglable ;
- Un calculateur qui sera développé par Magneti Marelli ;
- Des carters revus pour une largeur moteur réduite ;

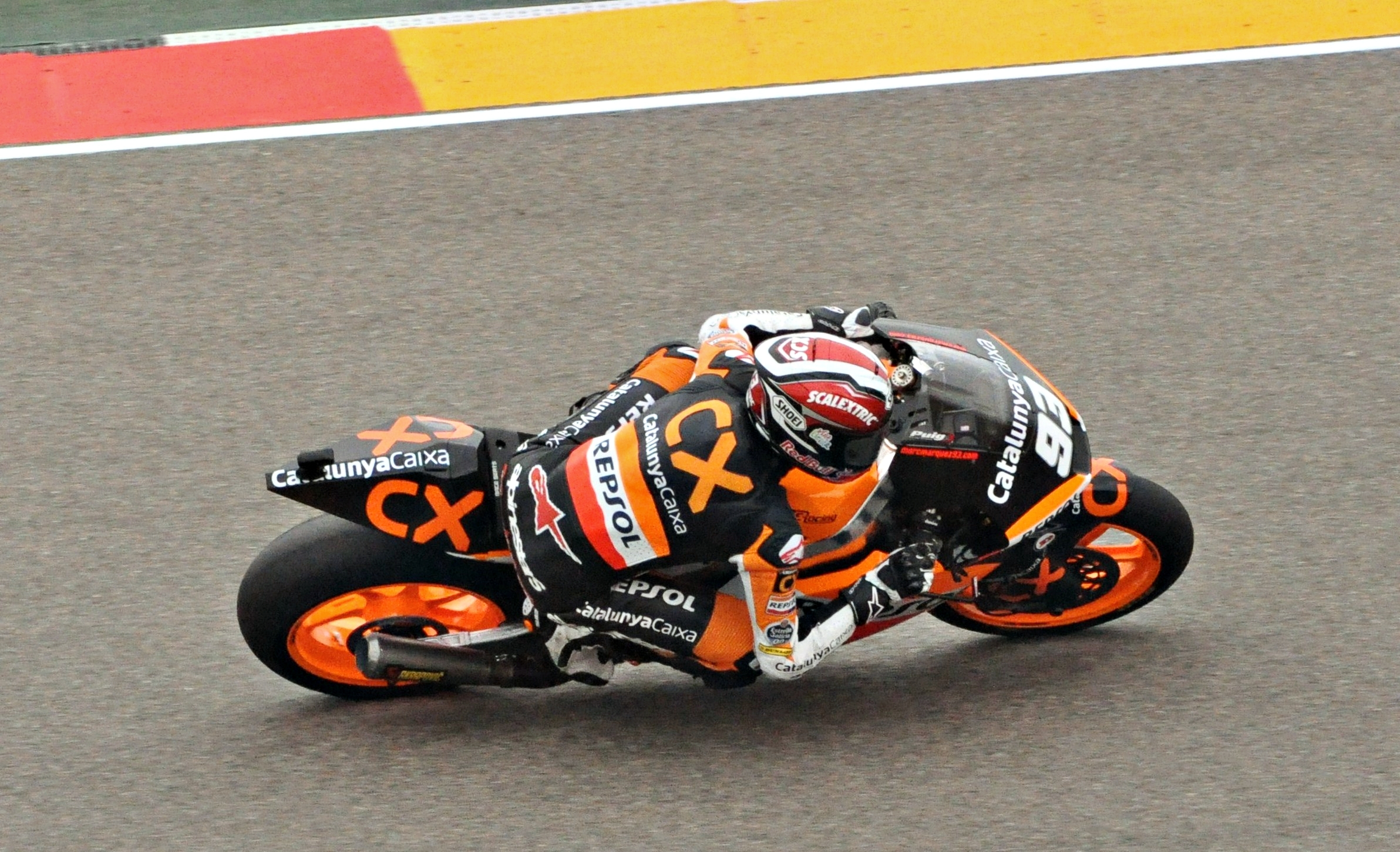
Marc Marquez en Moto2, en 2012.

- Un carter d'huile modifié.

## Châssis utilisés
- 2010  : Bimota, BQR, FTR, ICP, Moriwaki, Motobi, MZ-RE, Promoharris, Speed-up, Suter, Tech 3
- 2011  : FTR, Kalex, Moriwaki, Motobi, MZ-RE, Suter, Tech 3
- 2012 : AJR, FTR, Kalex, Motobi, Speed-up, Suter, Tech 3
- 2013 : Kalex, Motobi, Speed-up, Suter, Tech 3
- 2014 : Kalex, Speed-up, Suter, Tech 3, TSR
- 2015 : Kalex, Moriwaki, NTS, Speed-up, Suter, Tech 3
- 2016 : Kalex, Speed-up, Suter, Tech 3
- 2017  : Kalex, KTM, Speed-up, Suter, Tech 3
- 2018 : Kalex, KTM, NTS, Speed-up, Suter, Tech 3
- 2019  : Kalex, KTM, MV Agusta, NTS, Speed-up
- 2020 : Kalex, MV Agusta, NTS, Speed-up
- 2021 : Kalex, MV Agusta, NTS, Boscoscuro
- 2022 : Kalex, MV Agusta, Boscoscuro
- 2023 : Kalex, MV Agusta, Boscoscuro
- 2024 : Kalex, Boscoscuro, Forward
- 2025 : Kalex, Boscoscuro, Forward

## Attribution des points
| Position | 1er | 2e | 3e | 4e | 5e | 6e | 7e | 8e | 9e | 10e | 11e | 12e | 13e | 14e | 15e |
| -------- | --- | -- | -- | -- | -- | -- | -- | -- | -- | --- | --- | --- | --- | --- | --- |
| Points   | 25  | 20 | 16 | 13 | 11 | 10 | 9  | 8  | 7  | 6   | 5   | 4   | 3   | 2   | 1   |

## Champions du monde Moto2
| 2010 : Toni Elías - Moriwaki (7 victoires sur 17 Grands Prix) 2011 : Stefan Bradl - Kalex (4 victoires sur 17 Grands Prix) 2012 : Marc Marquez - Suter (9 victoires sur 17 Grands Prix) 2013 : Pol Espargaro - Kalex (6 victoires sur 17 Grands Prix) 2014 : Tito Rabat - Kalex (7 victoires sur 18 Grands Prix) 2015 : Johann Zarco - Kalex (8 victoires sur 18 Grands Prix) 2016 : Johann Zarco - Kalex (7 victoires sur 18 Grands Prix) 2017 : Franco Morbidelli - Kalex (8 victoires sur 18 Grands Prix) 2018 : Francesco Bagnaia - Kalex (8 victoires sur 17 Grands Prix) 2019 : Alex Marquez - Kalex (5 victoires sur 19 Grands Prix) 2020 : Enea Bastianini - Kalex (3 victoires sur 15 Grands Prix) 2021 : Remy Gardner - Kalex (8 victoires sur 18 Grand Prix) 2022 : Augusto Fernandez - Kalex (4 victoires sur 20 Grand Prix) 2023 : Pedro Acosta - Kalex (7 victoires sur 20 Grand Prix) 2024 : Ai Ogura - Boscoscuro (3 victoires sur 20 Grand Prix) |

## Records en Moto2
Le point vert signale les pilotes encore en activité en Moto2.
| Nombre de victoires |                       |    |
| A.                  | Pilote                |    |
| 1                   | Marc Marquez          | 16 |
| 2                   | Johann Zarco          | 15 |
| 3                   | Tito Rabat            | 13 |
| 4                   | Thomas Luthi          | 12 |
| 5                   | Pol Espargaro         | 10 |
| 5                   | Sam Lowes             | 10 |
| 5                   | Pedro Acosta          | 10 |
| 9                   | Andrea Iannone        | 8  |
| 9                   | Franco Morbidelli     | 8  |
| 9                   | Francesco Bagnaia     | 8  |
| 9                   | Alex Marquez          | 8  |
| 9                   | Brad Binder           | 8  |
| 9                   | Raul Fernandez        | 8  |
| 9                   | Fermin Aldeguer       | 8  |
| 15                  | Toni Elias            | 7  |
| 15                  | Augusto Fernandez     | 7  |
| 15                  | Celestino Vietti      | 7  |
| 18                  | Miguel Oliveira       | 6  |
| 18                  | Luca Marini           | 6  |
| 18                  | Remy Gardner          | 6  |
| 18                  | Tony Arbolino         | 6  |
| 18                  | Ai Ogura              | 6  |
| 18                  | Jake Dixon            | 6  |
| 24                  | Stefan Bradl          | 5  |
| 24                  | Lorenzo Baldassarri   | 5  |
| 24                  | Aron Canet            | 5  |
| 24                  | Manuel Gonzalez       | 5  |
| 28                  | Maverick Viñales      | 4  |
| 28                  | Mika Kallio           | 4  |
| 28                  | Alex Rins             | 4  |
| 28                  | Alonso Lopez          | 4  |
| 32                  | Scott Redding         | 3  |
| 32                  | Jonas Folger          | 3  |
| 32                  | Nicolas Terol         | 3  |
| 32                  | Alex De Angelis       | 3  |
| 32                  | Enea Bastianini       | 3  |
| 32                  | Marco Bezzecchi       | 3  |
| 32                  | Joe Roberts           | 3  |
| 39                  | Takaaki Nakagami      | 2  |
| 39                  | Mattia Pasini         | 2  |
| 39                  | Jorge Martin          | 2  |
| 39                  | Somkiat Chantra       | 2  |
| 39                  | Sergio Garcia         | 2  |
| 39                  | Deniz Oncü            | 2  |
| 39                  | Diogo Moreira         | 2  |
| 46                  | Shoya Tomizawa        | 1  |
| 46                  | Fabio Quartararo      | 1  |
| 46                  | Jules Cluzel          | 1  |
| 46                  | Yuki Takahashi        | 1  |
| 46                  | Karel Abraham         | 1  |
| 46                  | Roberto Rolfo         | 1  |
| 46                  | Dominique Aegerter    | 1  |
| 46                  | Anthony West          | 1  |
| 46                  | Michele Pirro         | 1  |
| 46                  | Jordi Torres          | 1  |
| 46                  | Xavier Simeon         | 1  |
| 46                  | Tetsuta Nagashima     | 1  |
| 46                  | Fabio Di Giannantonio | 1  |
| 46                  | Senna Agius           | 1  |

| Nombre de pole positions |                       |    |
| B.                       | Pilote                |    |
| 1                        | Sam Lowes             | 20 |
| 2                        | Tito Rabat            | 16 |
| 3                        | Johann Zarco          | 15 |
| 4                        | Pol Espargaro         | 14 |
| 4                        | Aron Canet            | 14 |
| 6                        | Marc Marquez          | 13 |
| 7                        | Alex Marquez          | 12 |
| 8                        | Mattia Pasini         | 8  |
| 8                        | Celestino Vietti      | 8  |
| 8                        | Fermin Aldeguer       | 8  |
| 8                        | Jake Dixon            | 8  |
| 12                       | Stefan Bradl          | 7  |
| 12                       | Thomas Luthi          | 7  |
| 12                       | Raul Fernandez        | 7  |
| 12                       | Manuel Gonzalez       | 7  |
| 16                       | Franco Morbidelli     | 6  |
| 16                       | Francesco Bagnaia     | 6  |
| 16                       | Remy Gardner          | 6  |
| 19                       | Takaaki Nakagami      | 5  |
| 19                       | Andrea Iannone        | 5  |
| 19                       | Luca Marini           | 5  |
| 19                       | Joe Roberts           | 5  |
| 19                       | Ai Ogura              | 5  |
| 19                       | Jorge Navarro         | 5  |
| 24                       | Alex Rins             | 4  |
| 24                       | Mika Kallio           | 4  |
| 24                       | Pedro Acosta          | 4  |
| 28                       | Scott Redding         | 3  |
| 28                       | Toni Elias            | 3  |
| 28                       | Marcel Schrotter      | 3  |
| 28                       | Alonso Lopez          | 3  |
| 28                       | Diogo Moreira         | 3  |
| 33                       | Alex De Angelis       | 2  |
| 33                       | Shoya Tomizawa        | 2  |
| 33                       | Xavier Simeon         | 2  |
| 33                       | Julian Simon          | 2  |
| 33                       | Jonas Folger          | 2  |
| 33                       | Miguel Oliveira       | 2  |
| 33                       | Lorenzo Baldassarri   | 2  |
| 33                       | Xavi Vierge           | 2  |
| 33                       | Marco Bezzecchi       | 2  |
| 33                       | Simone Corsi          | 2  |
| 33                       | Augusto Fernandez     | 2  |
| 33                       | Somkiat Chantra       | 2  |
| 45                       | Maverick Viñales      | 1  |
| 45                       | Fabio Quartararo      | 1  |
| 45                       | Dominique Aegerter    | 1  |
| 45                       | Nicolas Terol         | 1  |
| 45                       | Michele Pirro         | 1  |
| 45                       | Claudio Corti         | 1  |
| 45                       | Kenny Noyes           | 1  |
| 45                       | Gabor Talmacsi        | 1  |
| 45                       | Brad Binder           | 1  |
| 45                       | Fabio Di Giannantonio | 1  |
| 45                       | Tetsuta Nagashima     | 1  |
| 45                       | Jorge Martin          | 1  |
| 45                       | Stefano Manzi         | 1  |
| 45                       | Cameron Beaubier      | 1  |
| 45                       | Filip Salac           | 1  |
| 45                       | Sergio Garcia         | 1  |
| 45                       | Tony Arbolino         | 1  |
| 45                       | Barry Baltus          | 1  |

## Identité visuelle

Logo du Moto2
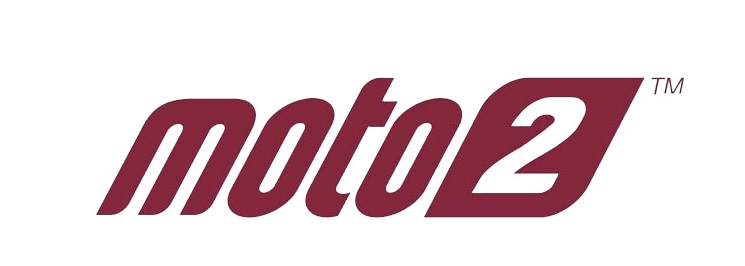
Logo jusque 2024.